# 東京復仇者2 血腥萬聖節篇
《東京復仇者2 血腥萬聖節篇》（日语：東京リベンジャーズ２ 血のハロウィン編）是真人版電影《東京復仇者》的續集，改編自和久井健的漫畫《東京卍復仇者》，由北村匠海主演。分為《東京復仇者2 血腥萬聖節篇 -命運-》、《東京復仇者2 血腥萬聖節篇 -決戰-》前後兩集，前集於2023年4月21日上映，後集於2023年6月30日上映。

## 演員
- 花垣武道：北村匠海
- 龍宮寺堅：山田裕貴
- 橘直人：杉野遙亮
- 橘日向：今田美櫻
- 清水將貴：鈴木伸之
- 三谷隆：真榮田鄉敦
- 半間修二：清水尋也
- 千堂敦：磯村勇斗
- 林田春樹：堀家一希（日语：堀家一希）
- 山岸一司：藤堂日向
- 鈴木誠：髙橋里恩
- 沖和：田中偉登（日语：田中偉登）
- 沖枚：今村謙斗（日语：今村謙斗）
- 丁次：山口大地（日语：山口大地）
- 舞亞冥土成員：入江甚儀
- 場地圭介：永山絢斗
- 羽宮一虎：村上虹郎
- 松野千冬：高杉真宙
- 佐野真一郎：高良健吾
- 稀咲鐵太：間宮祥太朗
- 佐野萬次郎：吉澤亮

## 製作團隊
- 原作：和久井健「東京卍復仇者」
- 導演：英勉（日语：英勉）
- 編劇：高橋泉（日语：高橋泉）
- 音樂：山田豐（日语：やまだ豊）
- 製作人：岡田翔太、稻葉尚人
- 製片商：KADOKAWA
- 發行：華納兄弟
- 製片：電影「東京復仇者2」製作委員會（富士電視台、華納兄弟、講談社）

## 與原作漫畫的差異
真人電影改編成主角花垣武道於現代為27歲，且是穿越回10年前的過去，亦即回到高中生時期，不同於原作漫畫設定的穿越至12年前的國中生時代，因此「溝中五人眾」也改變為「溝高五人眾」。
現代的時間點設定亦從原作的2017年變動為2020年。東京卍會成立的時間點也從原作的2003年變動為2008年，亦即原作漫畫Mikey等六人是於國一時創立東京卍會，真人電影則變更為高一時創立東京卍會。

## 票房
| 上一届： 《小美人魚》 | 2023年日本週末票房冠軍 第26週 | 下一届： 《印第安納瓊斯：命運輪盤》 |

## 外部連結
- 電影《東京復仇者2》官方網站 （页面存档备份，存于）（日語）
  - 映画『東京リベンジャーズ2』公式的X（前Twitter）
  - 映画『東京リベンジャーズ2』公式的Instagram帳戶
  - 映画『東京リベンジャーズ2』公式的TikTok